# 國朝史撮要
《國朝史撮要》（越南语：／）是越南阮朝維新年間官修的編年體史書，共七卷，由阮朝國史館編修。

## 編纂緣由
維新年間，阮朝已經開國一百多年。但越南國內沒有內容詳實又節略得當的官修阮朝史書，讀書人想要瞭解阮朝開國以來的歷史，只能瀏覽私人撰述的私史。阮廷雖然編纂了歷代寔錄（大南實錄），但作為官修史書，秘藏宮內，並不公開示人。且高春育在序中提到，“史固然不可以不讀，讀又不可以不要。蓋博而泛者，無如約而精也”，《大南實錄》卷帙浩繁，並不適合公開刊印，供國內士子研讀。所以阮朝朝廷以高春育為總裁、陳廷楓為校正，令國史館修書局刪節《大南實錄》，編纂《國朝史撮要》，供國內士子瞭解本朝歷史。維新二年（1908年）編纂完成。

## 內容
《國朝史撮要》正文共七卷，分為兩部分，正文前有序、紀年表、凡例和職名表。第一部分又名《國朝前編撮要》（越南语：／），共一卷，主要是刪減《大南寔錄前編》，記述九代阮主時期的歷史。第二部分又名《國朝正編撮要》（越南语：／），共六卷，主要是刪減《大南寔錄正編》第一紀至第六紀，記述嘉隆帝阮福映至同慶帝阮福昪時期的歷史。

## 流傳情況
啟定六年（1921年）十一月，學部將《國朝前編撮要》翻譯成國語字，並供給各地學校學習使用。
2002年，越南文化出版社將《國朝史撮要》翻譯成越南文出版。

## 外部連結
- 《國朝前編撮要》
  - 卷一（页面存档备份，存于）

- 《國朝正編撮要》
  - 卷一卷二（页面存档备份，存于）
  - 卷三卷四（页面存档备份，存于）
  - 卷五卷六（页面存档备份，存于）